# Ian McAllister
Ian McAllister (* 2. Dezember 1950 in Belfast) ist ein britischer Politikwissenschaftler und Hochschullehrer, zuletzt an der Australian National University in Canberra.

## Leben und Wirken
Ian McAllister studierte zunächst an der University of Greenwich, wo er 1972 den Bachelorgrad für Geisteswissenschaften erwarb. 1974 folgte der Magistergrad. Seine Promotion erfolgte 1976 im Fach Politikwissenschaft an der University of Strathclyde im schottischen Glasgow. Einige Zeit war er dann an der dortigen Universität als Dozent tätig und beschäftigte sich vor allem mit Wahlforschung. Außerdem entwickelte er sich zu einem Experten für das politische System Australiens. Außerdem beschäftigt er sich mit den konfliktreichen politischen Verhältnissen in Nordirland. Lehrtätigkeiten führten in an die University of Manchester und an die Queen’s University Belfast, vor allem aber seit 1980 an Universitäten in Australien. Nach einer Professur an der University of New South Wales wirkte er an der Australian National University, wo er von 1997 bis 2004 Leiter der dortigen „Research School of Social Sciences“ war. Hinzu kam eine Honorarprofessur an der University of Aberdeen.
Im Jahre 1992 wurde McAllister Mitglied der Academy of Social Sciences in Australia, 2007 wurde er korrespondierendes Mitglied der Royal Society of Edinburgh.

## Veröffentlichungen (Auswahl)
- The Northern Ireland Social Democratic and Labour Party. Political opposition in a divided society. Macmillan, London 1977, ISBN 0-333-22347-0 (= Dissertation University of Strathclyde).
- Modern developments in the Northern Ireland party system. In: Parliamentary affairs, Bd. 32 (1979), S. 279–316.
- (mit Richard Rose): United Kingdom facts. Macmillan, London 1982, ISBN 0-333-25341-8.
- (mit Richard Rose): Can political conflict be solved by social change? Northern Ireland as a test case. In: The journal of conflict resolution, Bd. 27 (1983), S. 533–557.
- (mit Richard Rose): The nationwide competition for votes. The 1983 British election. Pinter, London 1984, ISBN 0-86187-383-1.
- (mit Richard Rose): Voters begin to choose. From closed-class to open elections in Britain. Sage, London 1986, ISBN 0-8039-9744-2.
- (mit Richard Rose): The loyalties of voters. A lifetime learning model. Sage, London 1990, ISBN 0-8039-8274-7.
- (mit Rhonda Moore u. Toni Makkai): Drugs in Australian society. Patterns, attitudes and policies. Longman Cheshire, Melbourne 1991, ISBN 0-582-86970-6.
- (mit Roger Jones): Migrant unemployment and labour market programs. Australian Government Publishing Service, Canberra 1991, ISBN 0-644-14828-4.
- Occupational mobility among immigrants. The impact of migration on economic success in Australia. In: International migration review, Bd. 29 (1995), S. 441–468.
- (mit Malcolm Mackerras u. Carolyn Brown Boldiston): Australian political facts. 2. Aufl. Macmillan Education Australia, South Melbourne 1997, ISBN 0-7329-4677-8.
- (mit Richard Rose u. Stephen White): How Russia votes. Chatham House Publ., Chatham, NJ 1997, ISBN 1-56643-037-2.
- Australian attitudes towards closer engagement with Asia. In: The Pacific review, Bd. 11 (1998), S. 119–141.
- (Mitautor): David W. Lovell u. a.: The Australian political system. 2. Aufl. Longman, Melbourne 1998, ISBN 0-582-81027-2.
- (Mithrsg.): The Cambridge handbook of the social sciences in Australia. Cambridge University Press, New York 2003, ISBN 0-521-82216-5.
- (mit Stephen White): Dimensions of disengagement in post-communist Russia. In: The journal of communist studies and transition politics, Bd. 20 (2004), S. 81–97.
- (mit Stephen White u. Margot Light): Russia and the West. Is there a values gap? In: International politics, Bd. 42 (2005), S. 313–333.
- (mit David M. Farrell): The Australian electoral system. Origins, variations and consequences. University of New South Wales Press, Sydney 2006, ISBN 978-0-86840-858-3.
- (mit Antoine Bilodeau u. Mebs Kanji): Adaption to democracy among immigrants in Australia. In: International political science review, Bd. 31 (2010), S. 141–165.
- (mit Juliet Pietsch u. Brian Graetz): Dimensions of Australian society. Palgrave Macmillan, South Yarra 2010.
- The Australian voter. 50 years of change. University of New South Wales Press, Sidney 2011, ISBN 978-1-921410-11-6.
- (mit Russell J. Dalton u. David M. Farrell): Political parties and democratic linkage. How parties organize democracy. Oxford University Press, Oxford 2011, ISBN 978-0-19-959935-6.
- (mit Bernadette C. Hayes): Conflict to peace. Politics and society in Northern Ireland over half a century. Manchester University Press, Manchester 2013, ISBN 978-0-7190-9750-8.
- (Mithrsg.): Authoritarian powers. Russia and China compared. Routledge, London 2018, ISBN 978-1-138-56993-5.
- (mit Danielle Chub): Australian public opinion, defence and foreign policy. Palgrave Macmillan, Singapore 2021, ISBN 978-981-15-7396-5.
- Advanced introduction to elections and voting. Edward Elgar Publishing, Cheltenham 2022, ISBN 978-1-80220-752-1.
- Political orientations and personal values among university lecturers in Europe. In: Acta politica, Jg. 2023, S. 1–25.